# شيبويغان (ويسكونسن)
شيبويغان (بالإنجليزية: Sheboygan (town), Wisconsin)‏ هي بلدة تقع بولاية ويسكونسن في الولايات المتحدة. تبلغ مساحتها 28.6 (كم²)، وترتفع عن سطح البحر 207 م، بلغ عدد سكانها 5874 نسمة في عام 2000 حسب إحصاء مكتب تعداد الولايات المتحدة وتصل الكثافة السكانية فيها 206.4 نسمة/كم2.

## وصلات خارجية
- www.townofsheboygan.org/
- The US50 - Cities and Towns in Wisconsin State
- Wisconsin Cities and Towns, Facts, Map, Flag, Colleges, Government, and More